# Сергије Крешић
Сергије Крешић (Сплит, 19. новембар 1946) је бивши хрватски фудбалер и фудбалски тренер. У Хрватској је у два наврата тренирао ХНК Хајдук Сплит.